# Crassinella lunulata
Crassinella lunulata is een tweekleppigensoort uit de familie van de Crassatellidae. De wetenschappelijke naam van de soort is voor het eerst geldig gepubliceerd in 1834 door Conrad.